# Colonització italiana d'Amèrica

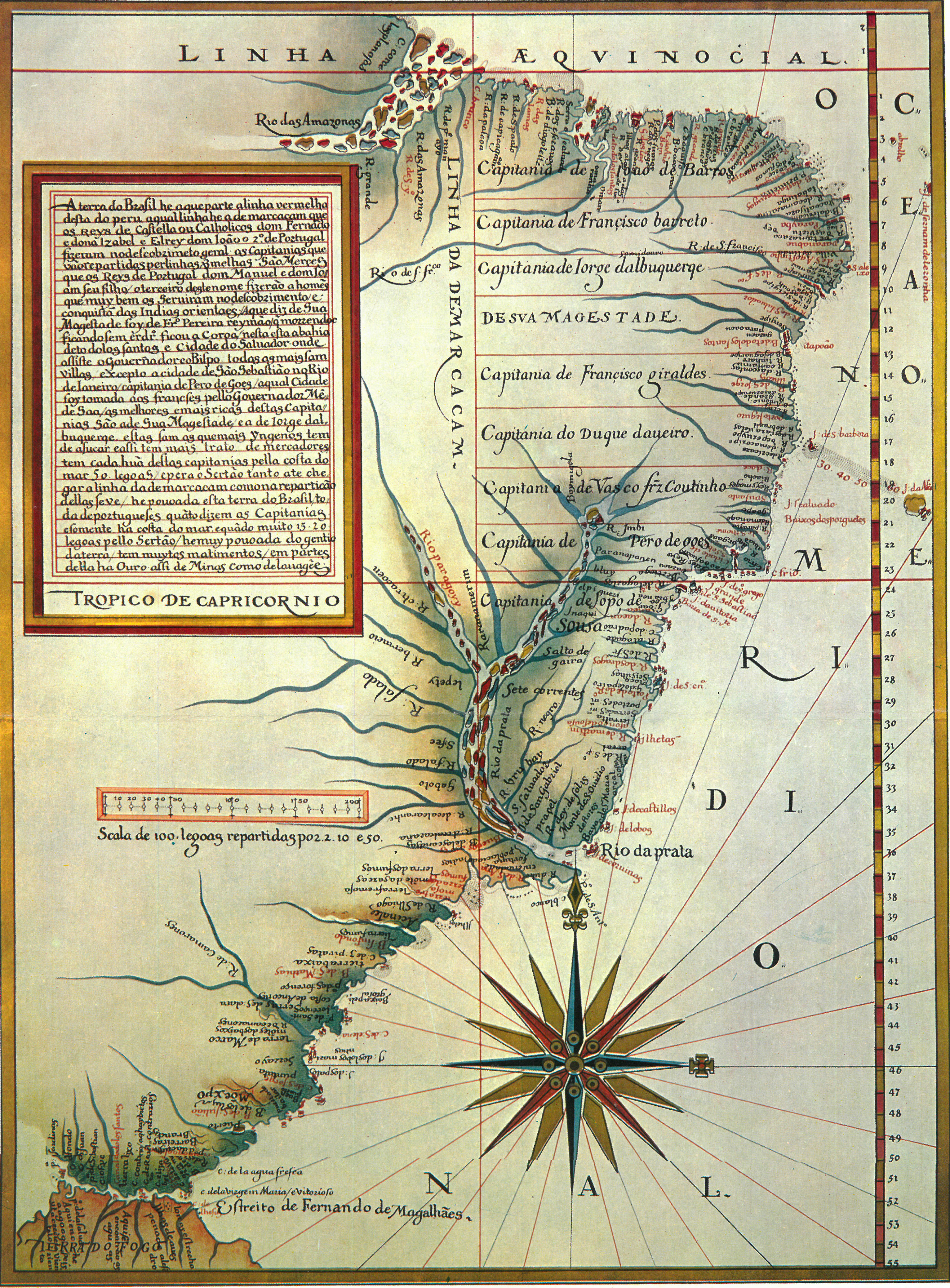
Ferran I de Toscana volgué colonitzar un petit territori al nord del delta del riu Amazonas, entre les possessions espanyoles i portugueses (mapa del 1574).

La colonització italiana d'Amèrica fou semblant a l'alemanya i estigué relacionada amb l'intent colonitzador d'un Gran Duc de Toscana el 1608 al nord del Brasil.

## Història
El gran Duc Ferran I de Mèdici dugué a terme l'únic intent italià de crear colònies a Amèrica.
Per aquest objectiu el Gran Duc organitzà el 1608 una expedició cap al nord del Brasil, sota el comandament del capità anglès Thornton i amb la supervisió de Sir Robert Dudley. La raó principal era desenvolupar el comerç de fusta preciosa des de l'Amazones cap a la Itàlia del Renaixement, creant una base colonial entre les possessions espanyoles i portugueses al nord atlàntic de Sud-amèrica.
| « | Nei primi anni del Seicento Ferdinando I di Toscana valuta la possibilità di una colonia brasiliana.(En els primers anys del segle xvii Ferran I de Toscana considera la possibilitat de fer una colònia al Brasil.) | » |

Malauradament Thornton, al seu retorn del viatge preparatiu el 1609 (havia estat a l'Amazones), trobà mort Ferran I i tot el projecte quedà anul·lat pel successor Cosme II.
El galió Santa Lucia utilitzat per Robert Thormpton tornà amb molta informació i material després d'haver fet escala a Trinitat i estava llest per tornar a Sud-amèrica amb colons originaris de Liorna i Lucca.
Thornton, en el seu viatge de gairebé un any, estudià també la possibilitat de crear una petita colònia comercial a Guyana o l'Amazones del Brasil, explorant el riu Amazones i l'Orinoco. El territori que volia proposar a Ferran I per colonitzar era el de l'actual Guaiana Francesa, al voltant de Caiena (que després fou colonitzat pels francesos el 1630).

## Colònies italianes modernes
Successivament, a partir de les primeres dècades del segle xix, hi hagué "colònies" d'italians en moltes nacions llatinoamericanes, tot i que mai no foren controlades directament per autoritats italianes com a possessions colonials.
La primera "colònia" d'aquest tipus fou intentada per l'italoveneçolà Luigi Castelli, que el 1841 volgué crear una comunitat colonial de toscans i piemontesos a Veneçuela per afavorir l'agricultura local. Malauradament el vaixell naufragà al Mediterrani.
Diverses d'aquestes "colònies" italianes foren creades a la segona meitat del segle xix especialment a l'Uruguai, l'Argentina, Xile, Mèxic, Colòmbia, l'Equador i la Regió Sud del Brasil. En moltes d'aquestes comunitats italianes encara es parla l'idioma italià (o els seus dialectes), com per exemple a Rafaela de l'Argentina, Capitán Pastene de Xile, a Chipilo de Mèxic o a Nova Veneza de l'estat de Santa Catarina (on s'utilitza el talian brasiler).
Ara com ara, gràcies a aquesta colonització italiana, a l'Argentina i l'Uruguai el 50% de la població descendeix d'italians, sent, percentualment, les majors colònies italianes del món.
Segons les dades oficials de Ministero degli Affari Esteri a Veneçuela resideixen 124.133 italians nascuts a Itàlia.Amb aquesta xifra, Veneçuela posseeix la tercera comunitat italiana més gran d'Amèrica Llatina; tanmateix, els descendents d'italians nascuts a Itàlia superen els 900.000 habitants.
Cal precisar que cap d'aquestes "colònies" no estigué relacionada amb les vertaderes colònies de l'imperi Italià.